# 외출 (1968년 영화)
"외출"은 한국에서 제작된 이만희 감독의 1968년 영화이다. 남정임 등이 주연으로 출연하였고 신상옥 등이 제작에 참여하였다.

## 출연

### 주연
- 남정임
- 문정숙
- 박노식
- 김석훈

## 기타
- 조명: 윤창화
- 미술: 정우택